# 北上諭志
北上 諭志（きたがみ さとし、12月24日 - ）は日本の男性漫画家。イラストレーター、ライター、その他サブカルチャーな分野での活動もしている。
奈良県出身。東京都在住。
以前は北上諭志、北上サトシ、藤森異端、浪花JET、シニ黒、その他複数のペンネームを使用していた。
現在は主に漫画仕事は北上諭志、イラスト仕事はシニ黒。

## 人物
- 利き手は強制的に右にされた。利き足は黄金の左足。座右の銘は『諸行無常』
- 桂正和、許斐剛、樋口大輔、やぶのてんやのもとでアシスタント経験がある。
- チョコレートとお酒を毎日摂取している。
- 仏教徒。
- 好きなサッカー選手はズラタン・イブラヒモビッチ。

## 趣味
- ゲームが好きでアーケードゲーム、PCゲーム、コンシューマー問わずプレイしている。
- 特に好きなゲームは対人系、FPS。

## 作品

### 漫画作品
- スリルな彼女（2022年- 作画担当、原作は金成陽三郎、集英社）
- コスプレスター（2008年） - 『月刊Asuka』（角川書店）2008年12月号 読み切り
- Bye Bye Blackbird（2012年 - 、COMIC LIVE!）[1]
- デビルズ・ダンディ・ドッグス（作画担当、原作は村田らむ、2013年 - 、太田出版）
- 恋のまにまに（2015年10月 - 、LINE漫画）
- 発汗のワンダーランド（2016年-、作画担当、原作は脱獄劇、集英社）
- 探偵！ニューゲームスクープ！（2018年-、Vジャンプ、集英社）
- マウス担当新人営業 松浮アリスの営業日誌（2019年-、PC Watch）

### その他
- 10分でわかるマンガハッカー入門（Saint・藤森異端 著、2002年、データハウス）
- 図解アリエナイ理科ノ教科書（2004年 - 、三才ブックス） - 漫画・イラスト及び薬理凶室メンバーのキャラクターデザインを担当
- もえたん（2005年） - 挿絵イラストに参加
- ガン×ソード（2005年） - 販促用イラストに参加
- 龍が如く（2005年） - 絵コンテパートに参加
- 舞台「よーいドン!!死神くん」（2011年） - 劇中の漫画制作
- 呉竹 (ZIG)「マンガカペン」（2011年） - 開発アドバイザー・パッケージイラストデザイン担当
- スイーツ通販で目指せ大成功！（2015年、ネットショップ担当者フォーラム）
- NightCry（2015年） - 販促用イラストに参加
- BLOODLINEBLADE 吉備桃子（2015年 - 2016年、『コスプレチャンネル』（東京カレンダー）連載）

## 出演
- キ号冒険学校が行く!（2014年 - 、エンタメ〜テレ）
- 北上サトシと現役JKのブレブレ地獄（2015年 - 、HiClub）